# Некляев, Владимир Прокофьевич
Влади́мир Проко́фьевич Некля́ев (бел. Уладзімір Пракопавіч Някляеў, род. 9 июля 1946, г. Сморгонь, Гродненская область, БССР, СССР) — белорусский поэт, прозаик и общественно-политический деятель, лауреат ряда профессиональных и государственных наград за литературную деятельность.
С 25 февраля 2010 года Некляев стал лидером общественной кампании «Говори правду». В том же году выдвинул кандидатуру на президентских выборах в Беларуси. В день выборов, 19 декабря 2010 года, был арестован и 29 декабря обвинён в организации массовых беспорядков. Amnesty International объявила его узником совести.

## Биография

### Родители
Родился 9 июля 1946 года в городе Сморгонь Гродненской области. Отец — Некляев Прокофий Михайлович (бел. Някляеў Пракоп Міхайлавіч), русский, по профессии механик. Мать — Магер Анастасия Ивановна (бел. Магер Анастасія Іванаўна), белоруска. Прокофий Некляев, уроженец села Прямая Балка (ныне в Волгоградской области), после окончания войны был направлен в Западную Белоруссию создавать колхозы. В деревне Крево Сморгонского района познакомился с будущей матерью Владимира. Работал председателем сельсовета в Крево.

### Образование
В детские годы Владимир Некляев жил в деревне Крево, там же закончил 1-й класс.
Со 2-го по 9-й классы учился в СШ № 1 г. Сморгонь. Во время учёбы в школе занимался музыкой: играл на цимбалах и контрабасе в оркестре народной музыки имени Огинского.
С 1962 по 1966 годы учился в Минском техникуме связи. В период учёбы в техникуме активно занимался борьбой и боксом. Прекратил занятия спортом из-за серьёзной травмы.
После окончания техникума работал по специальности во Владивостоке, Тайшете и Норильске. В 1967 году вернулся в Минск и работал радиомехаником в телевизионном ателье до 1971 года.
В 1969 году Владимир Некляев поступил на филологический факультет Минского педагогического института и закончил его в 1973 году. В 1971 году, не прерывая учёбу на заочном отделении Минского пединститута, поступил на отделение поэзии Литературного института в Москве, а в 1972-м перевёлся на заочное отделение Литинститута и вернулся в Минск.

### Журналистская карьера
С 1972 по 1999 годы работал журналистом и редактором в ряде белорусских СМИ:
С 1972 года Владимир Некляев работал литературным сотрудником редакции газеты «Знамя юности». Был одним из основателей отдела сатиры и юмора «Пятница».
- 1975—1978 гг. — редактор бюллетеня «Тэатральны Мінск»;
- 1978—1987 гг. — старший редактор главной редакции литературно-драматических программ Белорусского телевидения;
- 1987—1998 гг. — главный редактор журнала «Крыніца» («Родник»);
- 1996—1999 гг. — главный редактор еженедельника «Літаратура і мастацтва» («Литература и искусство»).

Создание литературно-культурологического журнала «Крыніца» было важным этапом журналистской деятельности Некляева. Журнал взрастил новую генерацию белорусской литературы. В редакции работали известные белорусские поэты, прозаики, философы, культурологи: Алесь Рязанов, Владимир Орлов, Валентин Акудович, Леонид Дранько-Майсюк, Леонид Голубович. По воспоминаниям самого Некляева, это было «блестящее созвездие». Однако в 1999 году в связи с конфликтом Некляева с властью, с вице-премьером Владимиром Заметалиным, курирующим сферу культуры, а затем и с президентом Лукашенко, Некляев был снят с поста главного редактора, а журнал впоследствии ликвидирован.

### Отъезд и возвращение
С 6 июня 1999 года жил в Польше, публично объявив о разрыве с белорусскими властями. Владимир Некляев стал первым деятелем белорусской культуры, уехавшим из Беларуси по политическим мотивам. Из Варшавы уехал в Финляндию, где жил по приглашению финского ПЕН-центра в Хельсинки, имея, как и живший перед ним в Хельсинки Василь Быков, статус почётного гостя города. Пробыл в Финляндии четыре года. За это время написал книгу стихотворений и поэм «Так», роман «Лабух», повести и рассказы, составившие книгу «Центр Европы», драму «Армагедон». Вернулся в Минск в 2004 году и продолжил литературную и общественную деятельность.
До ареста в декабре 2010 года Владимир Некляев жил и работал в Беларуси. Выступал в периодической печати со стихами, эссе, прозой, критическими статьями, занимался общественно-политической деятельностью.

## Литературное творчество
Первые стихи Владимир Некляев опубликовал на русском языке, будучи членом литературного объединения «Радуга» при редакции газеты «Знамя юности». На русском языке была подготовлена для издательства «Молодая гвардия» (Москва) и рукопись первой книги («Сад на перекрёстке»). Но сдав в издательство «Мастацкая літаратура» (Минск) рукопись книги на белорусском языке («Сад на скрыжаванні», книга издана в 1976 году под названием «Адкрыццё»), рукопись книги на русском языке из московского издательства Некляев забрал (некоторые стихи из той книги были опубликованы в 1979 году в сборнике «Молодые поэты Беларуси»). Темой следующей книги с названием «Вынаходцы вятроў» («Изобретатели ветров») стали, кроме лирики, эпические впечатления от поездок на Дальний Восток и Север, воплощённые в поэме «Дорога дорог». За эту книгу автор был удостоен премии Ленинского комсомола, что дало литературным критикам повод для зачисления Некляева в «гражданские поэты» и причисления его поэзии к «гражданственной», хотя все его поэтические сборники состоят преимущественно из лирических стихов.
В 1978 году Владимир Некляев стал членом Союза писателей СССР, его поэзия к тому времени уже была переведена на многие языки мира.
Первым крупным прозаическим произведением Некляева стал роман «Лабух», написанный в эмиграции. Презентация романа состоялась 21 сентября 2003 года. Сам писатель говорит о романе:

Мне хотелось написать про человека, который познал всё: славу, деньги, женщин… и вдруг всё обрушилось. И, когда всё обрушилось, он неожиданно влюбился. Мне было интересно, как он будет идти этим путём с новым для себя чувством. А то, что в книге есть политическая составляющая, так без неё там не обойтись.
Второй крупный роман Некляева «Автомат с газировкой с сиропом и без» издан в 2012 году. Роман вызвал волну полемики, споров, был отмечен Международной премией имени Ежи Гедройца.
Тремя годами раньше (2009) в серии «Библиотека Союза белорусских писателей» был издан сборник прозы «Центр Европы», признанный лучшей книгой года. В книгу вошли повести «Башня», «Мирон да Мирон», «Да здравствует 1 Мая!», «Возвращение Веры», а также рассказы «Кот Клавдии Львовны», «Золотая Орда», «Хайбах», «Шмель и странник», «Фантик» и другие.

### Издания
- «Адкрыццё». Минск, 1976[14].
- «Вынаходцы вятроў». Мн., 1979[15]
- «Знак аховы». Минск, 1983[16]
- «Местное время». М., 1983.
- «Наскрозь». Минск, 1985[17].
- «Галубіная пошта». Минск, 1987.
- «Дерево боли», М., 1989.
- «Прошча», Минск, 1996[18].
- «Выбранае», Минск, 1998.
- «Лабух», СПб., 2003[19].
- «Так», Минск, 2004[20].
- «Цэнтр Еўропы», Минск, 2009 — сборник прозы[21].
- «Кон», Минск, 2010[22].
- «Толькі вершы», Минск, 2016.

В 2008 году в серии «Голас паэта» была выпущена аудиокнига стихов Владимира Некляева в исполнении автора.
В 2009 году в серии «Беларускі кнігазбор» вышел однотомник стихов и прозы Некляева с предисловием Рыгора Бородулина.
В октябре 2010 года в Москве в переводе ряда российских поэтов вышла новая книга стихов Некляева «Окно». Известный российский поэт Евгений Евтушенко сказал, что «это сильная и чистая книга — иногда исповедальная, иногда притчево-фольклорная, но всегда полная желания добра людям». Он же написал предисловие к книге, в которой вспоминает, что познакомился с молодым Некляевым в конце 1960-х годов и тот произвёл на Евтушенко положительное впечатление.
22 декабря 2011 года Некляев презентовал новую книгу стихов, написанных в период заключения в СИЗО КГБ Республики Беларусь в конце 2010 — начале 2011 года. Сборник называется «Лісты да Волi» («Письма на Свободу»).
В 2015 году в США вышла книга стихов «Беларусь», перевёл на русский и английский Леонид Зуборев. Книга выдвинута BIA&S на Нобелевскую премию.
Всего Некляев написал более 20 книг поэзии и прозы.

### Песни и постановки
По повести «Вежа» («Башня») Алексеем Дударевым была написана фантасмагорическая комедия «Вавилон», поставленная Николаем Мацкевичем.
В 1980-х годах Некляев много работает как поэт-песенник, пишет тексты лирико-романтических шлягеров для ансамблей «Песняры», «Сябры», «Верасы». Некляев является автором текстов популярных эстрадных песен, известных в исполнении Ярослава Евдокимова, Анжелики Агурбаш, Ирины Дорофеевой, Дмитрия Войтюшкевича и многих других. Среди песен, написанных на стихи Некляева — такие, как «Белае віно і чырвонае», «Гуляць дык гуляць», «Стары рок-н-ролл» и другие. Множество песен на стихи Некляева были написаны композитором Василием Раинчиком. Ряд хитов на стихи Некляева — «Гуляй, казак», «Если нас не любят», «Милую тебя», «Честь имею», «Любви прощальный бал», «Вот и наша пора», «Возвращение», «Город юности», «Звезда любви», «Караван», «Карнавал», «Кукла Мадонна», «Музыка для всех», «Наедине», «Облака моей мечты» — популярны далеко за пределами Беларуси.
С 1994 года получил широкую известность романс в стиле ретро «Нет, эти слёзы не мои…» на музыку Микаэла Таривердиева, впервые прозвучавший в фильме «Роман в русском стиле» в исполнении Лики Ялинской.

### Отзывы и оценки
Философ и культуролог Валентин Акудович считает, что Некляев разрушил стереотип, что лучшие стихи поэт пишет в молодые годы, поскольку эмоции у человека сильнее в молодости. Акудович полагает, что написанная Некляевым в зрелом возрасте поэма «Ложак для пчалы» («Кровать для пчелы») — «лучшее из всего, что он когда-либо написал, и одна из лучших во всей белорусской литературе. Если не самая лучшая».
Бард Дмитрий Войтюшкевич отметил, что несмотря на разницу в возрасте в 25 лет, они с Некляевым очень хорошо понимали друг друга при совместной работе над песнями и даже стали друзьями. Войтюшкевич сказал, что «был счастлив работать с Некляевым».
В своём предисловии к переводу стихов Некляева на русский язык российский поэт Евгений Евтушенко пишет, что «Человек, написавший это, вне зависимости от того, станет или не станет политиком, чтобы он ни делал, всё равно будет гражданином». Евтушенко отмечает новое возрождение Некляева не только как поэта, но и как голоса совести, и надеется, что «то же самое возрождение случится и со всеми интеллигенциями мира».

…открытие творчества Владимира Некляева — это и работа, которая требует вдохновения, и полёт в облаке мысли и чувства. Так как автор окрылённо трудолюбивый, плоды его видны. И вообще, чтобы сказать, что такое Владимир Некляев в творчестве и жизни, нужно иметь талант, равный его. Некляева нужно открывать, как Америку. Колумб ещё растёт…— Рыгор Бородулин, народный поэт Беларуси
Белорусский поэт и переводчик Михась Скобла, автор книги «Краса і сіла. Анталогія беларускай паэзіі XX стагоддзя» (2003), считает сборник стихов Некляева «Прошча» одной из лучших книг поэзии за последние 100 лет.
В вышедшей в 2010 году книге Writing in a Cold Climate: Belarusian Literature from the 1970s to the Present Day британский литературовед профессор Арнольд Макмиллин в главе, посвящённой Некляеву, рассматривает особенности его творчества, сравнивая его «трибунный» стиль с Евгением Евтушенко и Андреем Вознесенским. Критик отмечает также юмор, иронию и сарказм в качестве характерных черт как поэзии, так и прозы Некляева, противопоставляя их общему настроению печали и уныния в белорусской культуре. Макмиллин считает, что, поздно начав литературную карьеру, к середине 2000-х годов Некляев достиг расцвета своего таланта.
В начале февраля 2011 года известный чешский поэт и бывший диссидент Збынек Хейда посвятил Некляеву стихотворение «Такая старая игра…».
17 февраля 2011 года белорусский ПЕН-центр по предложению поэта Геннадия Буравкина единогласно выдвинул кандидатуру Владимира Некляева в качестве кандидата на Нобелевскую премию по литературе.

## Общественно-политическая деятельность

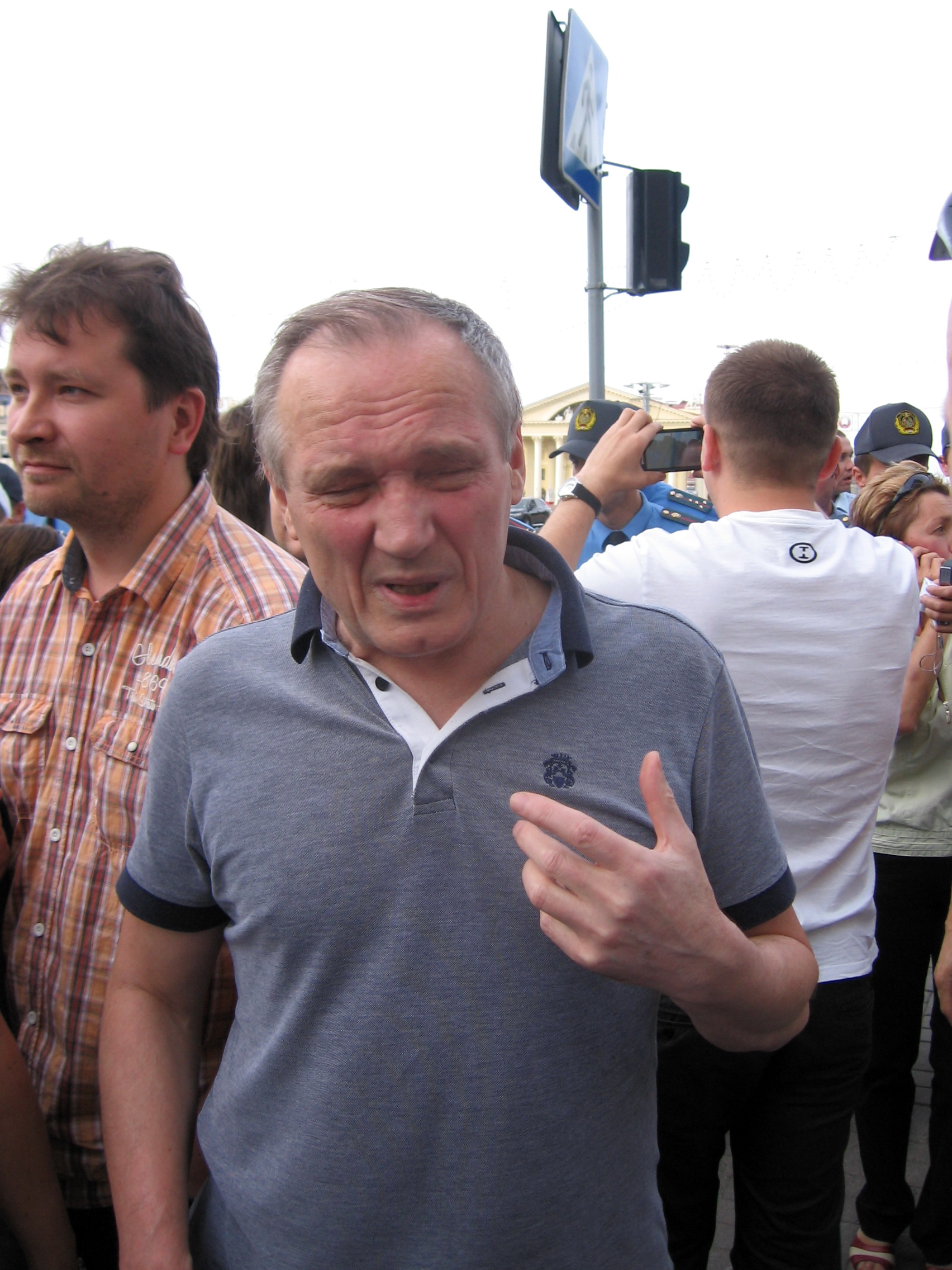
Во время акции «Революция через социальные сети».

Некляев был членом Совета творческой и научной молодёжи при ЦК ЛКСМБ, членом Белорусского театрального объединения.
С 1998 по 2001 год он возглавлял Союз белорусских писателей, сменив на этом посту Василия Зуёнка. Его преемницей стала Ольга Ипатова, сам Некляев остался в Совете Союза.
По словам Некляева, после избрания главой Союза писателей он взаимодействовал с президентом Александром Лукашенко, который воспринимал руководителя творческого союза как «начальника над писателями». Некляев пытался наладить диалог между властью и интеллигенцией. Подписание договора о создании Союзного государства вызвало протест среди белорусских литераторов, что стало поводом для конфликта между Некляевым и президентом.
В 1999 году в течение нескольких месяцев белорусские власти проводили финансовую проверку журнала «Крыніца», которым долгое время руководил Некляев.
В начале июня 1999 года Некляев написал статью в газете «Народная воля», в которой обвинил власти страны в уничтожении национальной культуры. В конце июня уехал в Польшу, где попросил политического убежища. Через несколько дней после приезда в Польшу Некляев заявил, что высокопоставленный чиновник президентской администрации сообщил ему, что его планируют обвинить в финансовых нарушениях и арестовать.
На 13-м внеочередном съезде Союза белорусских писателей накануне выборов президента Беларуси в 2001 году предложил резолюцию, в которой предлагал поддержать кандидата от оппозиции и утверждал, что действующий президент Александр Лукашенко незаконно удерживает власть и не имеет права выдвигать свою кандидатуру.
Некляев был одним из учредителей белорусского ПЕН-центра, созданного в ноябре 1989 года вместе с Василём Быковым, Рыгором Бородулиным, Алесем Рязановым, Карлосом Шерманом и другими. В 2005 году был избран руководителем ПЕН-центра, а 10 апреля 2009 года — добровольно оставил эту должность. Преемником Некляева стал Андрей Хаданович.

### Кампания «Говори правду»

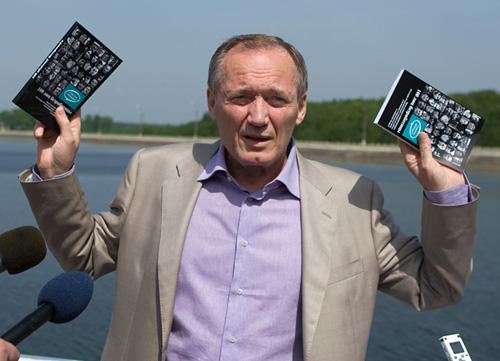
Презентация книги «100 лиц безработицы» 2 июня 2010 года в ходе кампании «Говори правду»

25 февраля 2010 года Владимир Некляев стал инициатором и руководителем общественной кампании «Говори правду». По его словам, кампания возникла в ответ на общественный запрос на честную информацию о положении дел в стране, которую, как он утверждал, власти либо искажают, либо скрывают.
18 мая 2010 года Некляев и около двадцати активистов кампании были задержаны правоохранительными органами, а 21 мая освобождены без предъявления обвинений.
Задержания вызвали волну критики со стороны белорусских и международных организаций, политиков и деятелей культуры.
2 сентября 2010 года в эфире «Эхо Москвы» Некляев рассказал, что его запланированное выступление на московской книжной ярмарке было отменено по требованию белорусской делегации, пригрозившей бойкотом.
К 27 августа 2010 года кампания провела около 80 акций в 33 населённых пунктах и собрала 55 тысяч подписей по локальным проблемам. По словам Некляева, акцент на социальные инициативы помог гражданам осознать необходимость более глубоких изменений, а часть местных чиновников отнеслась к кампании с пониманием.
Кампания получила положительные отзывы и от политологов. Кандидат философских наук, бывший директор Информационно-аналитического центра НИИ ТПГУ Академии управления при Президенте Беларуси Юрий Баранчик назвал её первым по-настоящему белорусским политическим проектом после 1994 года, поскольку он финансировался не из-за рубежа, а диаспорой в России. Он охарактеризовал проект как перспективную альтернативу националистическим движениям.

### Президентские выборы 2010 г.

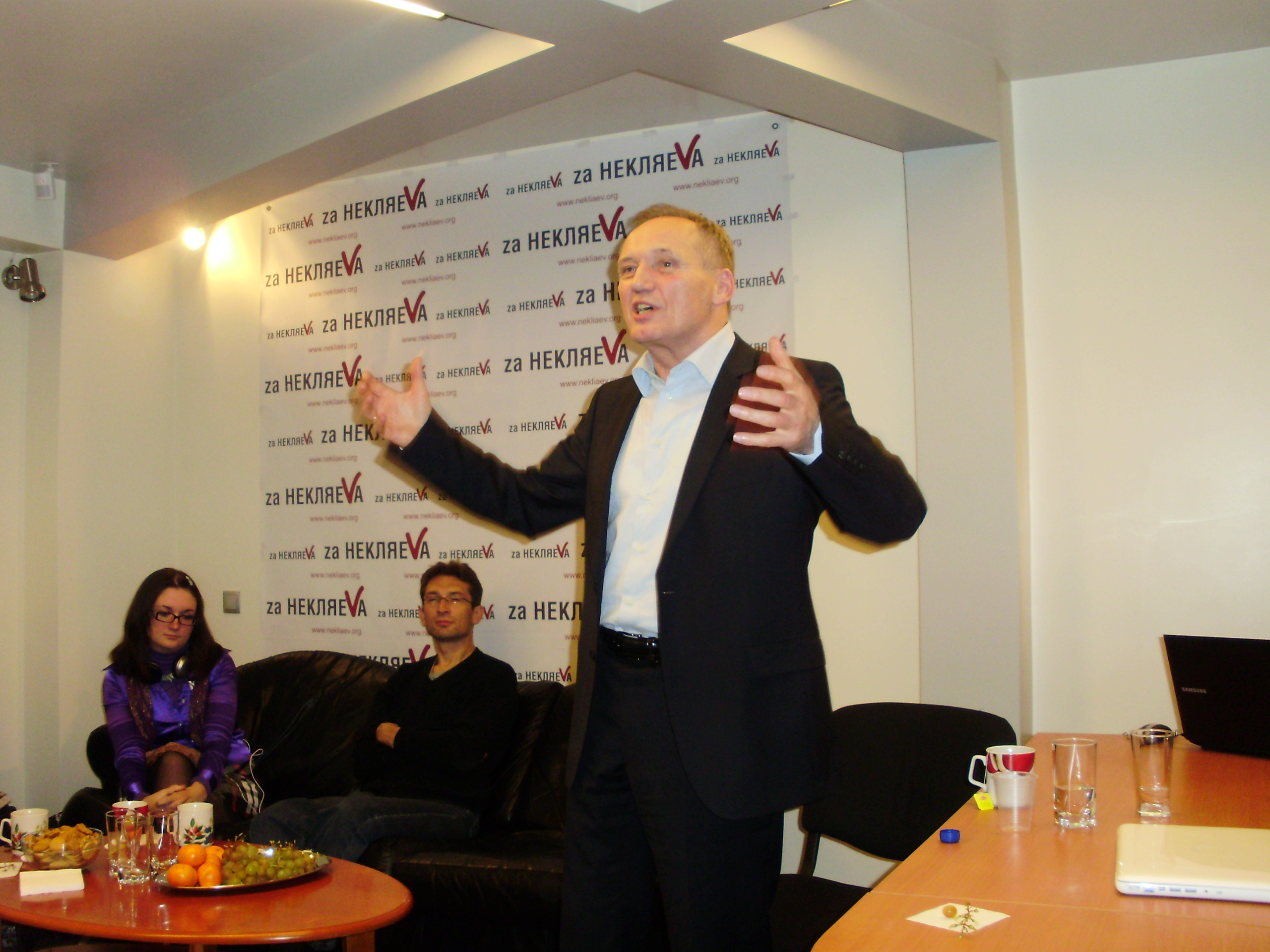
Владимир Некляев на встрече с минскими блогерами, 6.10.2010

После начала кампании «Говори правду» ряд обозревателей высказывали мнения о том, что она может стать трамплином для кандидата на пост президента Беларуси. Некляев отрицал предположения о выдвижении его кандидатуры до сентября 2010 года.
19 июля на встрече с белорусскими предпринимателями Некляев объявил, что планирует стать делегатом 4-го Всебелорусского народного собрания, которое состоялось 6-7 декабря 2010 года. Он полагал, что для этого достаточно собрать 20 тысяч подписей граждан, хотя такой формы выдвижения делегатов не предусмотрено действующим законодательством Беларуси. В интервью газете «Белорусы и рынок» Некляев согласился с тем, что этот шаг означает переход кампании от чисто общественной деятельности в политическое поле. По его собственному утверждению, собрал 25 тысяч подписей за такое выдвижение, однако на собрание допущен не был.
2 сентября 2010 года в эфире радиостанции «Эхо Москвы» Владимир Некляев объявил о своём намерении выдвинуть свою кандидатуру на пост президента Беларуси на предстоящих в декабре 2010 года выборах.
Некляев был подвергнут массовой критике, когда в ходе кампании признался, что в детстве убил котёнка, о чём впоследствии было написано в одной из его книг в виде рефлексии.
27 сентября 2010 года Центральная комиссия Республики Беларусь по выборам и проведению республиканских референдумов зарегистрировала инициативную группу по выдвижению Владимира Некляева кандидатом в президенты. Официально зарегистрированная численность инициативной группы составила 3275 человек, которой было собрано 231 040 подписей, 193 829 из которых были сданы на проверку в ЦИК. 18 ноября Некляев был зарегистрирован в качестве кандидата в президенты Беларуси.
В ноябре президент Лукашенко в интервью французской газете «Фигаро» заявил, что располагает фактами о финансировании Некляева, а также Санникова, Россией.
По официальным данным, которые оппозиция и сам Некляев оспаривают как сфальсифицированные, получил 1,78 % голосов.
19 декабря вечером в день выборов незадолго до начала оппозиционного митинга на Октябрьской площади в Минске был избит сотрудниками милицейского спецподразделения, когда он вместе с колонной единомышленников шёл к месту несанкционированного митинга, и доставлен в больницу в тяжёлом состоянии. В ночь с 19 на 20 декабря сотрудники милиции увезли Некляева из больницы. По версии МВД, сотрудники милиции задержали два автомобиля со взрывчатыми веществами, принадлежавшие штабу Некляева. Представители штаба, свидетели-журналисты и эксперты опровергли эту версию, утверждая, что в автомобилях перевозилась звукоусилительная аппаратура. Избирательный штаб Некляева был арестован почти в полном составе.
В газете «Беларусь сегодня», принадлежащей администрации президента Республики Беларусь, 14 января 2011 года была опубликована статья «За кулисами одного заговора». В статье Некляев был назван «бывшим алкоголиком» и обвинялся в сотрудничестве с «иностранной разведкой». Канадский политолог Дэвид Марплз отмечает анонимность статьи, но считает что она выражает официальную позицию. Соратник Некляева по избирательной кампании политолог, кандидат философских наук Светлана Наумова, комментируя публикацию, расценила её как грубую и лживую. Претензии к главному редактору газеты высказал известный кинорежиссёр Виктор Дашук, назвавший подобные обвинения в адрес Некляева глубоким моральным падением. Руководитель предвыборного штаба Некляева Андрей Дмитриев сказал, что планирует подать в суд на газету, хотя считает, что суды полностью подконтрольны властям.

### Уголовное дело
После ареста Некляев был помещён в СИЗО КГБ, и к нему до 27 декабря не допускали адвоката. 29 декабря 2010 года Некляеву было предъявлено обвинение по ст. 293 УК Республики Беларусь «Массовые беспорядки». Наказание по данной статье может составлять от 5 до 15 лет лишения свободы. По данному делу проходило в качестве обвиняемых и подозреваемых 54 человека, в том числе руководитель предвыборного штаба Некляева Андрей Дмитриев и ряд других активистов.
Арест Некляева и других политических активистов вызвал протесты за пределами страны. 11 января 2011 года Amnesty International признала Некляева узником совести.
Позднее Некляев рассказал, что первым источником информации за неделю пребывания в СИЗО КГБ для него стал обрывок газеты с обращением Евгения Евтушенко в его защиту, найденный им в туалете. Некляев рассказал: "Мне говорили: "Что ты сделал! Люди из-за тебя подавили друг друга — сотни трупов! Тебя по статье «враг народа» судить надо!« Я понял, если бы это было, не написал бы мне Евтушенко».
29 января Некляев был выпущен из следственного изолятора и помещён под домашний арест под охраной двух сотрудников КГБ. Ряд обозревателей считает, что на этот шаг белорусские власти пошли под угрозой введения против страны экономических санкций со стороны Евросоюза и США. При этом, как сообщила жена Некляева Ольга, ему запрещено общаться с кем-либо кроме неё, в том числе даже с врачами, пользоваться телефоном, интернетом и даже подходить к окну.
19 января вопрос о Некляеве рассматривался в парламенте Финляндии, по инициативе финских депутатов и проживающей в Финляндии Евы Некляевой была создана гражданская инициатива «Free Владимир Некляев». Финский писатель и общественный деятель Юкка Маллинен сказал в интервью Еврорадио:

Некляева мы считаем своим приемным поэтом, приемным гражданином. Существует такое мнение, что когда Лукашенко мучает Некляева — он мучает нашего финского человека, известного финского поэта
По словам Маллинена, Финляндия готова предоставить убежище Некляеву и другим белорусским политзаключённым.
30 марта обвинение было переквалифицировано на статью 342 УК «Организация и подготовка действий, грубо нарушающих общественный порядок, либо активное участие в них». Наказание по этой статье предусматривает наказание от штрафа до лишения свободы на 3 года.
16 мая 2011 года «Польское радио для заграницы» сообщило, что около ста деятелей культуры из разных стран подписали письмо солидарности с Владимиром Некляевым и потребовали от белорусских властей его освобождения. Среди подписавших письмо — польская поэтесса лауреат Нобелевской премии Вислава Шимборская, профессор Каунасского университета Эгидиус Александравичус, британский историк Тимоти Гартон Эш и многие другие.
Суд приговорил 20 мая 2011 года Некляева к 2 годам заключения с отсрочкой приговора на 2 года. Приговор был обжалован в Минском городском суде, но оставлен без изменения. 27 мая президент США Барак Обама осудил приговоры, вынесенные Некляеву и другим представителям белорусской оппозиции, и сказал, что США считает их политическими заключёнными.
В то же время уголовное дело по факту избиения Некляева неизвестными вечером 19 декабря 2010 года так и не было заведено. Прокуратура обосновала отказ в возбуждении уголовного дела по заявлению Некляева тем, что, согласно данным, полученным из МВД и КГБ, спецподразделения этих структур не проводили 19 декабря каких-либо мероприятий в отношении Владимира Некляева и его сторонников, хотя генпрокурор Беларуси Григорий Василевич ещё в январе 2011 года заверил, что это событие уже расследуется в рамках дела о массовых беспорядках.

## После освобождения
После освобождения из заключения Некляев продолжил общественно-политическую деятельность в рамках кампании «Говори правду». В 2015 году по данным мартовского опроса литовского Независимого института социально-экономических и политических исследований он имел самый высокий рейтинг среди оппозиционных политиков: 7,6 % по открытому вопросу и 9,4 % по закрытому.
8 апреля 2015 года он заявил о выходе из оппозиционных структур, объяснив это безрезультатностью переговоров оппозиции по выдвижению единого кандидата на президентские выборы и определению совместной программы. Он добавил, что важнейшими ценностями, ради которых он намерен продолжить работать, остаются независимость и демократическое будущее Беларуси.
Принимал активное участие в протестах индивидуальных предпринимателей в 2016 году. А также в протестах против «декрета № 3» в 2017 году. В мае 2019 года уехал в Швецию.

## Премии, награды и ордена

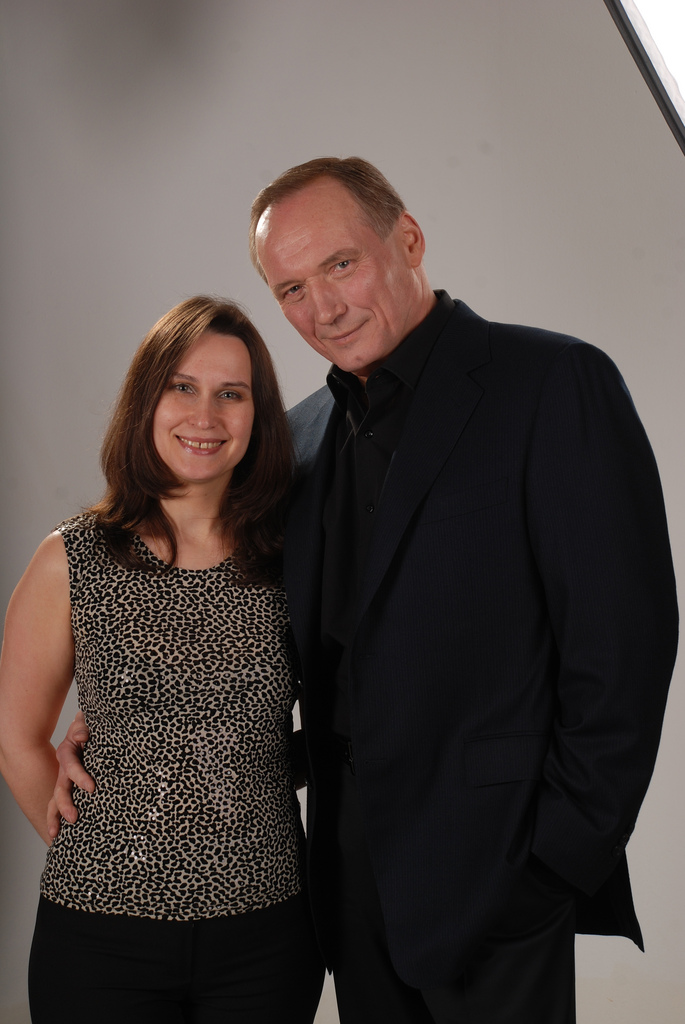
С женой Ольгой

- премия Ленинского комсомола (1979) — за поэму «Дороги дорог» и книгу стихов «Вынаходцы вятроў» в 1979 году.
- орден «Знак Почёта» (1986) — за вклад в литературу
- Государственная премия Республики Беларусь имени Янки Купалы (1998) — за книгу стихов и поэм «Прошча», опубликованную в 1996 году[125][126]
- Медаль «100 лет БНР» (Рада Белорусской народной республики, 2019)[127]
- Медаль Франциска Скорины[бел.] (Объединённый переходный кабинет Беларуси, 2024)[128]
- Первая премия I Международного фестиваля славянской поэзии «Поющие письмена» (Тверь, Россия) — в 2009 году[36].
- премия «Глиняный Велес» 2010 года (бел. Гліняны Вялес) за сборник стихов «Кон. Стихи двух столетий» (бел. Кон. Вершы двух стагоддзяў). Премия учреждена в 1993 году «Товариществом свободных литераторов» за лучшую белорусскоязычную книгу года[129].
- литературная премия имени Арсеньевой (2017; за наилучшую поэтическую книгу) — за сборник «Толькі вершы»[130].

## Мировоззрение
Православный, крещён в детстве матерью и дедом.

## Личная жизнь
По утверждению Некляева, в его жизни было три женщины, которых он по-настоящему любил.
Первый раз он женился в 19 лет. Жена Людмила Александровна Гембицкая была на 5 лет старше Владимира и уже имела ребёнка. С Людмилой Некляев прожил 35 лет. Кроме дочери Людмилы Илоны у них есть также общая дочь Ева. После развода с Людмилой Некляев некоторое время встречался с Натальей, но женой она так и не стала.
Ева Некляева вышла замуж, родила сына Станислава, живёт и работает в Финляндии.
Вторая жена Владимира Ольга работала в техническом отделе журнала «Крыніца», когда он был там главным редактором. Ольга на 30 лет моложе Некляева.

## Увлечения
Любимые хобби Владимира Некляева — подниматься на крышу и играть в преферанс.

### Видео
- Фотоальбом Владимира Некляева на YouTube
- Уладзімір Някляеў чытае верш «Сцяг» на YouTube (бел.)
- Уладзімір Някляеў чытае верш «На 20 ліпеня 1999 года» на YouTube (бел.)
- Протестующие в Лиде исполнили песню на стихотворение Некляева «Жыве Беларусь» // TUT.BY. Политика. 6 сентября 2020.